# Eta Antliae
Désignations
Eta Antliae (η Ant, η Antliae) est une étoile binaire de la constellation australe de la Machine pneumatique. L'étoile la plus lumineuse est d'une magnitude apparente de 5,22, ce qui la rend visible à l'œil nu. Les mesures de la parallaxe du système indiquent qu'il se trouve à ∼ 109 a.l. (∼ 33,4 pc) de la Terre. Il s'éloigne du Soleil avec une vitesse radiale de +24 km/s.
L'étoile principale, désignée Eta Antliae A, a un type spectral de F1 V, indiquant qu'il s'agit d'une étoile jaune-blanc de la séquence principale. Cette étoile est 55 % plus massive que le Soleil et son rayon vaut 1,7 fois celui du Soleil. Elle brille avec une luminosité de plus de 7 fois celle du Soleil et avec une température effective de 7 132 K. Cette chaleur lui donne la teinte jaune-blanc d'une étoile de type F. Sa compagne, désignée Eta Antliae B, est une étoile faible de magnitude apparente 11,3 localisée à 31 secondes d'arc. Les deux forment probablement un système binaire.